# Vincze Balázs (vízilabdázó)
Vincze Balázs (Budapest, 1967. augusztus 10. –) magyar vízilabdázó, olimpikon, edző.

## Pályafutása
Az Újpesti Dózsában kezdett vízilabdázni 1978-ban. 1985-ben a junior vb-n és az ifjúsági Európa-bajnokságon is ezüstérmes volt. Az 1985–1986-os szezonban magyar bajnok lett. 1986-ban a junior Eb-n harmadik helyezést ért el. 1987-ben mutatkozott be a felnőtt válogatottban. Ebben az évben ötödik volt az EB-n. Szerepelt az 1988-as olimpián. 1989-ben harmadik volt a világkupán. 1991-ben ismét magyar bajnok lett. A világbajnokságon bronzérmes, az Európa-bajnokságon ötödik, a világkupán negyedik volt. Ebben az évben az év játékosa lett Magyarországon. Az 1992-es olimpián hatodik helyezést szerzett. 1993-ban LEN-kupát nyert. Az 1993-as Európa-bajnokságon és a világkupán ezüstérmes lett. 1994-ben Bajnokok Ligáját és európai szuperkupát nyert. 1995-ben világkupa-győztes és Európa-bajnoki ezüstérmes lett. 1996-ban negyedik helyezést szerzett az olimpián. Ezt követően a Bečej játékosa lett. Csapatával négyszer nyert bajnokságot és 2000-ben Euróligát. A válogatottal ebben az időszakban kétszer nyert Európa-bajnokságot, egyszer világkupát valamint egy vb ezüstérmet nyert. 2000-ben a török Galatasarayhoz igazolt, majd a BVSC-ben szerepelt, ahol játékos pályafutása után edző lett.
2005-től 2010-ig a BVSC vezetőedzője volt. Ezt követően a Szegedet irányította. 2014-től az OSC vezetőedzője lett. 2017 márciusában erről a posztjáról lemondott. 2017 nyarától Szombathelyen lett szakmai igazgató. 2020 májusában az UVSE vezetőedzője lett.
2013-ban és 2015-ben az universiadén induló magyar csapat kapitánya volt.

## Sikerei
Játékosként
- magyar bajnok (5): 1986, 1991, 1993, 1994, 1995
- magyar kupagyőztes (3): 1991 1993, 2003
- BEK/Bajnokok Ligája győztes (2): 1994, 2000
- LEN-kupa-győztes: 1993
- európai Szuperkupa győztes: 1994
- Szerbia és Montenegró-i bajnok (4): 1997, 1998, 1999, 2000
- Szerbia és Montenegró-i kupagyőztes (4)
- török bajnok (2)

- háromszoros olimpikon: olimpiai 4. (1996), olimpiai 5. (1988), olimpiai 6. (1992)
- Európa-bajnok (2): 1997, 1999
- világbajnoki ezüstérmes: 1998
- világbajnoki bronzérmes: 1991
- világkupa-győztes: 1995, 1999
- Junior világbajnoki ezüstérmes: 1985
- Junior Európa-bajnoki bronzérmes: 1986
- Ifjúsági Európa-bajnoki ezüstérmes: 1985

Edzőként
- magyar kupagyőztes (3): 2011, 2012, 2013
- magyar bajnoki ezüstérmes 2015
- magyar bajnoki bronzérmes 2012, 2013, 2014
- universiade győztes: 2013, 2015
- U15-ös Európa-bajnok: (2019)[6]

## Díjai, elismerései
- Az év magyar vízilabdázója (1991)